# Rio das Almas (vattendrag i Brasilien, Tocantins)
Rio das Almas är ett vattendrag i Brasilien.   Det ligger i delstaten Tocantins, i den centrala delen av landet, 400 km norr om huvudstaden Brasília.
Omgivningen kring das Almas är huvudsakligen savann. Området är mycket glesbefolkat, med 2 invånare per kvadratkilometer.